# 紀信

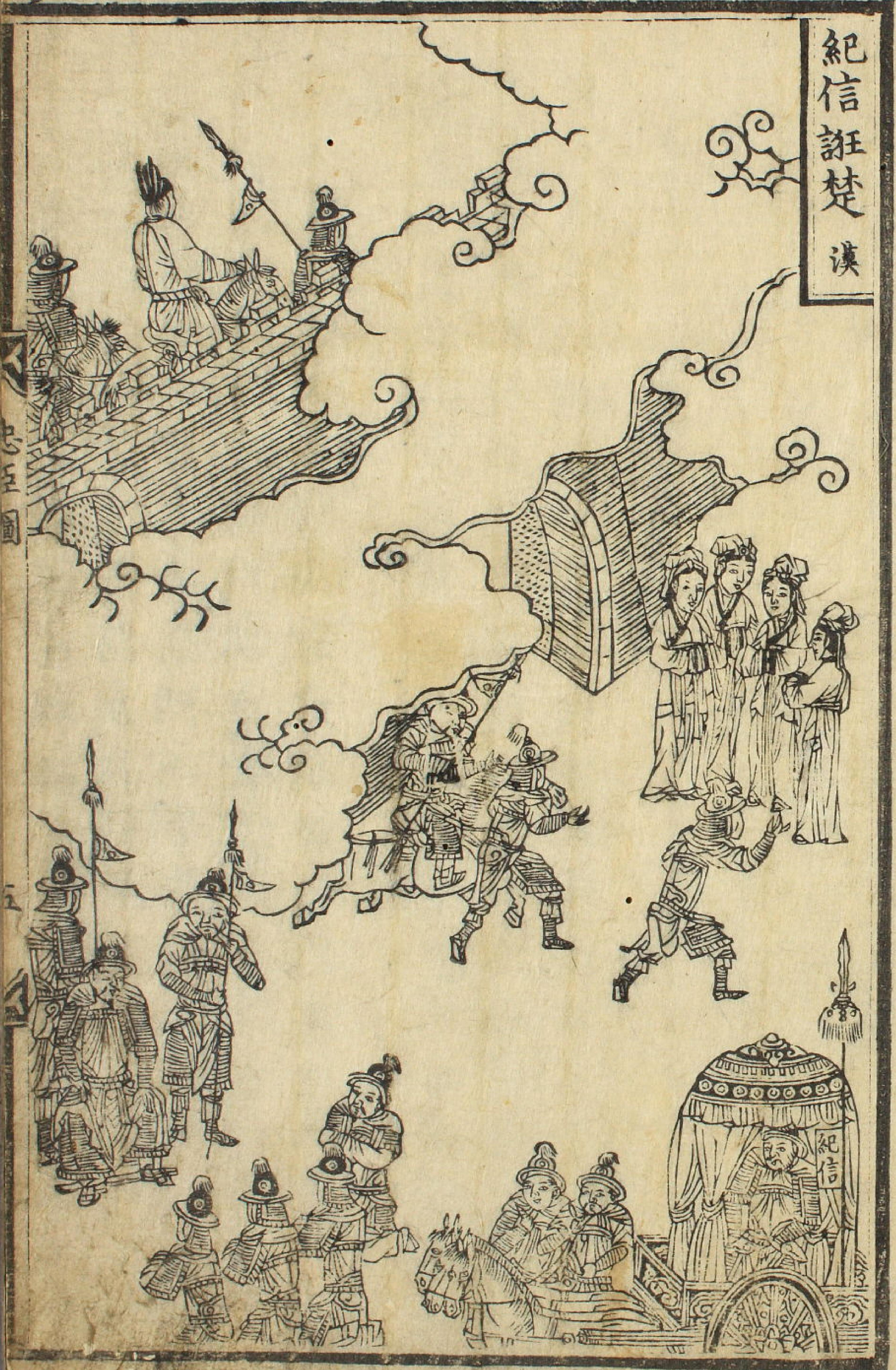
紀信誑楚

紀信（？—前204年），《汉书·高帝本纪》作纪成，楚漢戰爭期間漢軍將領，巴郡安漢扶龍村（今四川西充）人。曾參與鴻門宴，隨劉邦起兵抗秦。在滎陽城危時乘黄屋车、用左纛，自称劉邦向西楚詐降，使得刘邦逃脱，自己被俘。項羽見紀信忠心，有意招降，為紀信所拒。最終被項羽用火刑處決。
明太祖洪武五年，追封紀信為護國翊漢幽明顯應本縣城隍，忠佑王，妻董氏為護國翊漢輔忠一品夫人，父紀百棟為護國翊漢忠佑王，母黃氏為護國翊漢輔忠一品夫人，子紀潼為護國翊漢輔忠世子。正統三年敕重建紀信廟，追封滎陽侯，諡忠烈，命有司致祭。

## 墓地所在
歷史上眾說紛紜：
1. 根據魏書，當時紀信塚有二處：一在齊郡昌國縣（今淄博市張店區），一在滎陽。
2. 根據元脫脫《宋史》、清畢沅《續資治通鑑/宋紀二十六》，宋真宗於景德4年前往西京（今洛陽），「道經漢將軍紀信塚、司徒魯恭廟，詔贈信為太尉，恭為太師」。
3. 五代劉昫《舊唐書/卷四》高宗本紀：麟德二年「十一月丙子，次於原武，以少牢祭漢將紀信墓，贈驃騎大將軍。」唐初屬鄭州的原武縣今為河南省原阳县。

## 子孫
- 纪通：袭父功列侯，封地在临淮郡襄平（今江苏盱眙县西北），食邑二千户。诸吕之乱时协助绛侯周勃进入北军夺取吕禄军权，剷除諸吕；後与群臣拥刘恒为帝。在朝輔政，历高祖、惠帝、高后、文帝、景帝共五十二年。景帝中元二年（前148年）逝世，葬於故里（今西充县青龙乡龙宫山下青龙湖畔）。
- 纪嘉：纪通之子，纪信之孙，景帝中元三年（前147年）袭父爵为襄平侯，历景帝、武帝二世共十九年，元朔元年（前128年）逝世。
- 纪夷吾：纪通之孙，元朔元年（前128年）袭父侯位共十九年，武帝元封元年（前110年）去世。無後，国除。

## 紀念物
- 甘肃省天水秦城有祠奉祀紀信，上懸著名書法家于右任所寫“漢忠烈紀將軍祠”之匾。
- 兰州市城隍即为纪信，有晨钟暮鼓犹在
- 臺灣嘉義縣東石鄉先天宮奉紀信為紀千歲，香火頗盛。
- 四川省西充县纪信广场
- 河南省鄭州市管城回族區鄭州城隍廟及其西側之紀公園[2]。
- 河南省郑州市惠济区古荥镇纪公庙